# World of Wakanda
World of Wakanda est une bande dessinée et un spin-off de Black Panther édité par Marvel Comics en 2016,. La série est écrite par Roxane Gay et la poétesse Yona Harvey, les deux premières femmes noires auteures d’une série pour Marvel et Ta-Nehisi Coates, écrivain et journaliste. Alitha Martinez et Afua Richardson illustrent la série.
World of Wakanda a obtenu le prix Eisner de la meilleure mini-série lors du Comic-Con 2018.

## Historique
Le numéro 1 est publié le 9 novembre 2016. Harvey écrit une histoire de dix pages sur les origines du leader révolutionnaire du Wakanda, Zenzi. Elle cite l'exemple de Winnie Mandela comme source d'inspiration. Gay mentionne comme influences de la série les personnages d'Olivia Pope dans la première saison de Scandale et La Femme Nikita dans la série américaine éponyme.

## Aperçu
Le Monde de Wakanda raconte l’histoire de deux femmes Africaines, Ayo et Aneka, amantes et anciennes membres de la Dora Milaje (en), la force de sécurité féminine des Black Panthers. Il décrit également Zenzi, un révolutionnaire et antagoniste dans la série Black Panther.